# Chiesa di Sant'Anselmo da Baggio Vescovo
La chiesa di Sant'Anselmo da Baggio Vescovo è una chiesa parrocchiale di Milano, a servizio del rione di Baggio.

## Storia
1970 - 1991 Luigi Moretti 

1991 - 1999 Carlo Galli 

1999 - 2012 Claudio Frigerio 

2012 - Giuseppe Nichetti
Viene costruita, in territorio nominalmente appartenente a Quinto Romano, per servire il nuovo quartiere popolare baggese tra il cimitero di Baggio e Quinto Romano ed è elevata a parrocchia con decreto del 12 di febbraio 1970, con territorio preso dalla parrocchia di Sant'Apollinare.
Era in principio costituita da elementi prefabbricati, tanto da essere chiamata dai locali "la baracca".
Venne completata tra il 1984 e il 1986, con alcuni lavori finali fino al 1990, su progetto degli architetti Andrea Bolzani, Valentino Benati e Antonio Galli.
La consacrazione della nuova chiesa avviene il 10 ottobre 1999, per opera di Carlo Maria Martini.

## Struttura
Si tratta di una chiesa a pianta quadrata e sopraelevata rispetto alla strada, alla quale è collegata con una scalinata. È costituita da un ambiente unico con cemento armato a vista.
Ha un circolo culturale dedicato a don Massimo Bignetti, uno dei sacerdoti che ha servito nella Chiesa come coaidutore ed è morto giovane, e un oratorio dedicato a San Filippo Neri, costruito durante i lavori del 1984.